# Giafar Ibn-Muhammad
Giafar Ibn-Muhammad ( - Palermo, 878) was een Arabisch generaal en gouverneur van het emiraat Sicilië. 

## Levensloop

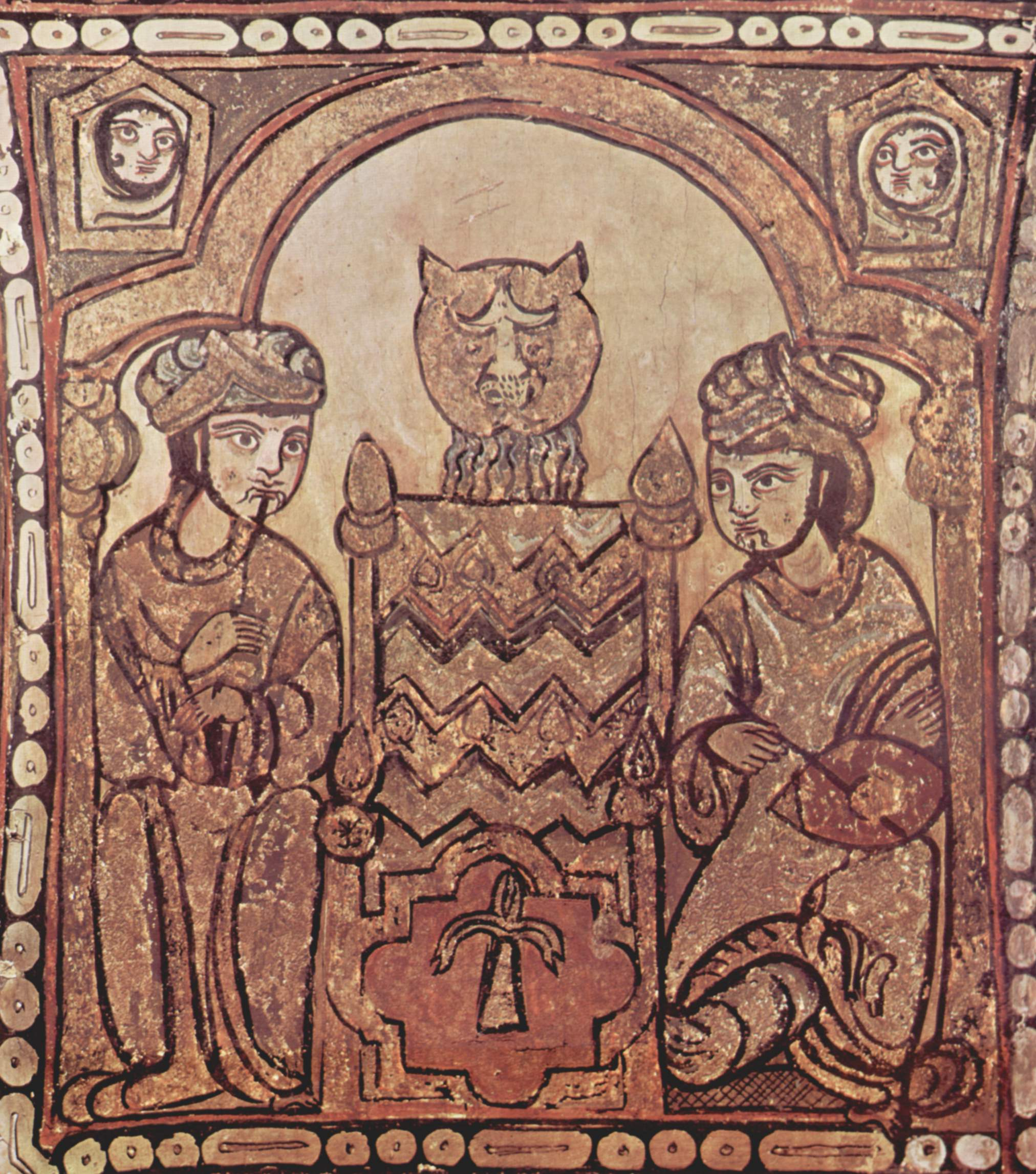
Arabische hofhouding in Palermo

De Arabieren onder leiding van de dynastie der Aghlabiden hadden ten tijde van Giafar Ibn-Muhammad slechts een deel van het eiland in handen. Van Palermo hadden ze hun hoofdstad gemaakt. Dit stond in tegenstelling tot het Griekstalige Syracuse dat hoofdstad bleef van het Byzantijns bestuur over (een deel van ) Sicilië.
In de jaren 871-873 volgden zes Arabische gouverneurs elkaar snel op: Ribbàh, Abbàs Ibn-Jakub, Ahmed Ibn-Jakub, Hoscin Ibn-Ribbàh, Abu-Abbàs en Abu-Malik. Abu-Milak bleef gouverneur tot 876. Hij werd opgevolgd door Giafar Ibn-Muhammad het volgende jaar (877).
Ibn-Muhammad lanceerde een oorlogscampagne om het hele eiland Sicilië onder Arabisch bestuur te brengen. Ibn-Muhammad veroverde met zijn troepen aan de oostkust Rometta, Taormina en Catania op de Byzantijnen. Het platteland rond Catania werd gebrandschat. De troepen richtten zich vervolgens op het zuiden, met name op de Byzantijnse hoofdstad van Sicilië Syracuse. Syracuse had in het verleden al heftig weerstand geboden aan oprukkende Arabieren en maakte zich klaar voor een lang beleg. Het Byzantijnse leger bestond uit elitetroepen uit Griekenland, Klein-Azië, Libanon, aangevuld met Siciliaanse Griekstalige milities. De voorsteden van Syracuse waren leeggelopen en de bevolking verschanste zich binnen de stadsmuren. 
Het Beleg van Syracuse (877-878) duurde tien maanden. Ibh-Muhammad beet er zich in vast: met grote stormrammen liet hij inbeuken op de muren en de torens, en dit zowel overdag als ’s nachts. Tegelijkertijd lanceerde Ibn-Muhammad voortdurend projectielen in de stad. Oorlogsbodems uit Constantinopel kwamen ter hulp doch de Arabische vloot verjoeg hen. Syracuse geraakte uitgehongerd. De Grieken in Syracuse aten al hun dieren op. Volgens de monnik Theodosius aten de mensen de lijken op van hen die gesneuveld waren tegen Ibn-Muhammad. Deze laatste liet in 878 nog méér troepen aanrukken. Syracuse was in een wurggreep zowel te land als ter zee. In mei 878 sloegen zijn troepen een bres in de stadsmuren. De bevolking verschanste zich in de basilieken; bisschop Sophronius verschanste zich met geestelijken in de kathedraal van Syracuse. De Arabische troepen sloten de geestelijkheid op; ze raapten het zilverwerk bij elkaar. De Byzantijnse commandant Niceta van Tarsus werd levend gevild. Meerdere duizenden mensen stierven bij de verovering van Syracuse. De stad moest, nog steeds volgens monnik Theodosius, een miljoen gouden Byzantijnse dukaten betalen aan Ibn-Muhammad.
Ibn-Muhammad keerde naar Palermo terug, beladen met een goudschat en slaven (878). Datzelfde jaar werd hij vermoord door een familielid. Aghlab Ibn-Mohammed volgde hem op als gouverneur. 

## Gevolg
Er bleven nog haarden van Byzantijns verzet bestaan op Sicilië. De verdienste van Giafar Ibn-Muhammad was dat hij de hoofdstad van Byzantijns Sicilië, namelijk Syracuse, veroverd had.